# Подгорное (Донецкая область)
Подгорное (укр. Підгірне) — село на Украине, находится в Старобешевском районе Донецкой области. Под контролем самопровозглашённой Донецкой Народной Республики.

## География
Село расположено на реке под названием Кальмиус.

#### Соседние населённые пункты по странам света
СЗ: —
З: Кипучая Криница, Родниково
ЮЗ: Раздольное (ниже по течению Кальмиуса)
Ю: город Комсомольское, Весёлое (ниже по течению Кальмиуса)
С: Старобешево (выше по течению Кальмиуса)
СВ: Петровское, Ребриково, Береговое (все три выше по течению Кальмиуса), Новокатериновка, Прохоровское
В: Ленинское
ЮВ: Войково, Новозарьевка, Зелёное, Андреевка

## Население
Население по переписи 2001 года составляло 323 человека.

## Общие сведения
Код КОАТУУ — 1424586003. Почтовый индекс — 87242. Телефонный код — 6253.

## Адрес местного совета
87242, Донецкая область, Старобешевский р-н, с.Петровское, ул. Центральная, 1а